# Benny Van Der Auwera

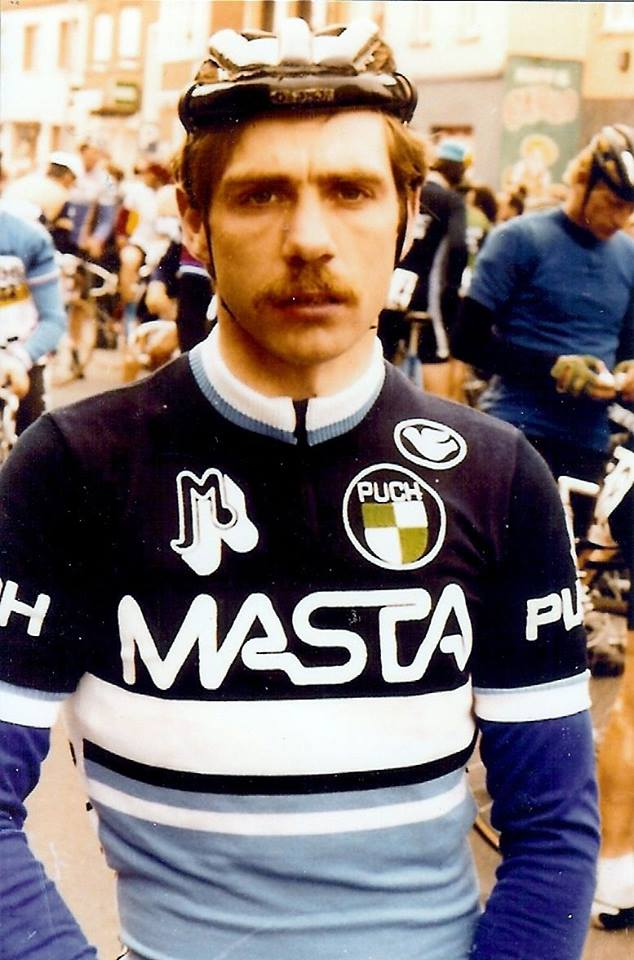

Benny Van Der Auwera (Duffel, 16 september 1958) is een Belgische voormalige wielrenner. Van 1981 tot 1983 fietste hij professioneel. Zijn laatste rit was in 2011, waar hij als 122e eindigde in de Grote Prijs Van de Stad Geel. Hij werkte voor de ploeg Bianchi-Lotto-Nieuwe Hoop Tielen, waar hij onder andere Victor Campenaerts binnenhaalde.

## Palmares
Professioneel
- 1982 winnaar GP Stad Vilvoorde
- 1983 winnaar Neeroeteren

Ereplaatsen klassiekers
- 1982 Gent Wevelgem:45ste
- 1983 Ronde van Vlaanderen: 29ste